# Рівнинні сухі ліси Південного В'єтнаму
Рівнинні сухі ліси Південного В'єтнаму (ідентифікатор WWF: IM0211) — індомалайський екорегіон тропічних та субтропічних сухих широколистяних лісів, розташований на півдні В'єтнаму. 

## Географія
Екорегіон рівнинних сухих лісів Південного В'єтнаму охоплює вузьку смугу, що простягається від узбережжя Південнокитайського моря на сході до Аннамських гір на заході та від міста Вунгтау на півдні до міста Дананг на півночі. Він складається з невеликих алювіальних рівнин, серед яких слід відзначити ті, що лежать в районі Нячанга, затоки Камрань та Фанранга, які розділені невисокими пагорбами висотою до 1000 м, основу яких складають ріоліти або граніти. Загальна протяжність регіону з півночі на південь становить близько 750 км, ширина в середньому становить близько 50 км, а висота — 200 м над рівнем моря.
На півночі екорегіон переходить у рівнинні дощові ліси Північного В'єтнаму, а на заході — у дощові ліси півдня Аннамських гір та у Сухі вічнозелені ліси Південно-Східного Індокитаю.

## Клімат
В межах екорегіону домінує саванний клімат (Aw за класифікацією кліматів Кеппена). Екорегіон включає найбільш посушливі райони В'єтнаму, оскільки лежить у дощовій тіні Аннамських гір, які блокують проникнення вологих вітрів із заходу на початку сезону мусонів. Середньорічна кількість опадів в районі Нячанга становить менше 1500 мм, а в районі мису Падеран на південь від Фанранга — менше 800 мм.

## Флора
На прибережних дюнах поширені чагарникові зарості, основу яких складають великі кущі з розгалужною кореневою системою, пристосованою до нестабільного субстрату. Біля основи цих дюн ростуть фреатофіти, глибоке коріння яких може досягати субповерхневих вод. Ці дерева, зокрема кущові бейкії (Baeckea frutescens) та плакучі мелалеуки (Melaleuca leucadendra), можуть досягати 12 м у висоту і утворюють справжні ліси. 
Навколо затоки Камрань розташовані великі ділянки стабілізованих прибережних дюн, утворених червоними пісками. Тут зустрічаються дуже рідкісні серцелисті хопеї (Hopea cordata) та серпуваті шореї (Shorea falcata), ендемічні представники родини діптерокарпових (Dipterocarpaceae).
Далі в глибині країни, на прибережних пагорбах, ростуть вічнозелені та напіввічнозелені ліси. Більшість лісів були знищені або перетворені на сільськогосподарські угіддя, а залишки цих лісів збереглися переважно в заповідниках. В сухих лісах, що ростуть на невисоких пагорбах, розташованих в заповіднику Біньчау-Фуокбуу, на південний захід від Фантх'єта, домінують хвостаті діптерокарпуси (Dipterocarpus caudatus), заплутані діптерокарпуси (Dipterocarpus intricatus), сіамські шореї (Shorea siamensis), шореї Роксбурга (Shorea roxburghii) та дальбергії Олів'є (Dalbergia oliveri). В цих лісах зустрічаються деякі ендемічні дерева, зокрема Lithocarpus dinhensis.

## Фауна
Фауна екорегіону значно постраждала від знищення природного рослинного покриву, і багато великих тварин, таких як індійські слони (Elephas maximus indicus) та індокитайські тигри (Panthera tigris corbetti), вимерли в регіоні. Тут продовжують мешкати деякі рідкісні види ссавців, зокрема чорноногі дуки (Pygathrix nigripes), жовтощокі гібони (Nomascus gabriellae), аннамські лангури (Trachypithecus margarita), малайські ведмеді (Helarctos malayanus) та ендемічні сріблястоспинні оленьки (Tragulus versicolor). Однак в багатьох лісах, навіть в тих, що розташовані на заповідних територіях, люди настільки інтенсивно полювали на диких тварин, що в них майже повністю відсутні будь-які ссавці.
Серед поширених в екорегіоні птахів слід відзначити азійського шуляка (Aviceda jerdoni), довгохвостого кравчика (Orthotomus sutorius), широкобрового бюльбюля (Pycnonotus goiavier), південного окулярника (Zosterops palpebrosus), жовточереву саїмангу (Anthreptes malacensis), китайського фірлюка (Mirafra erythrocephala) та баю (Ploceus philippinus). Майже ендемічними представниками регіону є в'єтнамські віялохвости (Polyplectron germaini) та світлоокі синчівки (Mixornis kelleyi).

## Збереження
Оцінка 2017 року показала, що 2083 км², або 6 % екорегіону, є заповідними територіями. Ще близько 1 % території екорегіону вкриті лісами, однак перебувають поза межами заповідників. Природоохоронні території включають Національний парк Нуйтюа та Природний заповідник Біньчау-Фуокбуу.